# Louis Amberg
Louis "Pretty" Amberg (1897 - 23 de octubre de 1935) fue un mafioso estadounidense. Junto con sus hermanos Joseph y Hyman Amberg, compitieron contra Jacob "Gurrah" Shapiro, Louis "Lepke" Buchalter y sus asociados por el control de las actividades del crimen organizado de Brooklyn durante los años 1920 y principios de los 1930.

## Primeros años de vida
Amberg nació en el Imperio ruso en una familia judía, el quinto de los ocho hijos de Charles y Rose (de soltera, Mindelwitz) Amberg. La familia emigró a Nueva York en 1904. En 1910, la ocupación del padre figuraba como vendedor ambulante.  Louis Amberg era uno de los cinco hermanos varones. Además de Joseph y Hyman, su hermano Oscar Amberg fue juzgado pero absuelto de asesinato y otros delitos. William, propietario de una tienda de muebles, era el único hermano que aparentemente no se dedicaba al negocio del crimen. Su madre había cambiado su nombre a Rose Mandell porque Amberg se había vuelto infame debido a la notoriedad en el hampa de sus hijos. 
Louis Amberg tenía tendencia a clavar un tenedor en la cara a cualquiera que lo molestara u ofendiera. Una vez apuñaló a Milton Berle en la cara después de que Berle lo insultara desde el escenario del Vanity Fair Club. 

## Asesinato
Joseph Amberg fue asesinado el 30 de septiembre de 1935.  Menos de un mes después, el cuerpo de Pretty Amberg fue encontrado en el asiento trasero de un automóvil en llamas en la madrugada del 23 de octubre de 1935 frente al 131 de North Elliot Place, Brooklyn. Le habían quitado la ropa, le habían puesto un saco sobre la cabeza y le habían atado las manos a la espalda con alambre. Un testigo que fue el primero en advertir las llamas vio a varios hombres huir del lugar. 
El cuerpo de Amberg fue reclamado por una funeraria y enterrado sin ninguna ceremonia. Un individuo llamado Al Stern o Stein, de 21 años, fue considerado sospechoso del asesinato de los dos hermanos Amberg y de al menos otras siete personas desde agosto de ese año.  La muerte de los hermanos Amberg fue parte de una violenta ola de asesinatos entre mafiosos. El día después de la muerte de Pretty Amberg, Dutch Schultz y otros cinco hombres fueron masacrados en lo que los medios inicialmente especularon que podría ser una represalia por la muerte de los hermanos Amberg. 
Durante los diez meses anteriores a su muerte, Pretty Amberg se había alojado en un hotel en el centro de Manhattan con un nombre falso. La policía registró la habitación y descubrió más de 1.000 dólares en efectivo, joyas (incluido un reloj de oro con iniciales grabadas que no coincidían con las de Amberg) y extensos registros manuscritos. Los registros, que parecían incluir nombres, direcciones y otros datos, estaban escritos en algún tipo de código. 

## Secuelas
El caso sigue oficialmente sin resolver, aunque supuestamente fue asesinado por Murder, Inc. Cuando se le preguntó si había algún sospechoso, un detective de la policía supuestamente respondió: "Sí, Brooklyn".